# Запорожец (Синельниковский район)
Запорожец (укр. Запорожець) — село,
Новогнедовский сельский совет,
Синельниковский район,
Днепропетровская область,
Украина.
Код КОАТУУ — 1224886405. Население по переписи 2001 года составляло 44 человека.

## Географическое положение
Село Запорожец находится на левом берегу реки Днепр,
выше по течению на расстоянии в 2 км расположено село Грушевато-Криничное,
ниже по течению на расстоянии в 3 км расположено село Василевка-на-Днепре,
на противоположном берегу — село Алексеевка (Солонянский район).